# Tatamagouche
Tatamagouche est un village canadien situé dans le comté de Colchester en Nouvelle-Écosse. Le village fut fondé par les Acadiens et s'appelait alors Tatmegouche. La population fut déportée en août 1755 durant le raid d'Abijah Willard.
Un monument commémore la bataille navale de Tatamagouche, le 15 juin 1745, qui opposa trois vaisseaux de la Nouvelle-Angleterre commandés par le capitaine David Donahew aux forces du lieutenant Paul Marin venant d'Annapolis Royal. Cette bataille empêcha les forces française et micmac d'arriver à la forteresse de Louisbourg qui devait tomber peu après.